# Phrynobatrachus gastoni
Espèce
Statut de conservation UICN

 DD  : Données insuffisantes
Phrynobatrachus gastoni est une espèce d'amphibiens de la famille des Phrynobatrachidae.

## Répartition
Cette espèce est endémique de la République démocratique du Congo. Elle n'est connue que dans sa localité type, Buta, dans la province Orientale,.

## Étymologie
Cette espèce est nommée en l'honneur de Gaston-François de Witte.

## Publication originale
- Barbour & Loveridge, 1928 : New frogs of the genus Phrynobatrachus from the Congo and Kenya Colony. Proceedings of the New England Zoölogical Club, vol. 10, p. 87-90.